# 예하역
예하역(禮下驛)은 경상남도 진주시 정촌면에 위치했던 진삼선의 역이다. 개양-사천 사이에 위치했던 간이역으로 지금의 목과건널목 인근에 위치해 있었으나, 현재 흔적이 거의 남아있지 않다.

## 역사
- 1966년 2월 21일 : 무배치간이역으로 영업 개시[1]
- 1967년 9월 1일 : 을종승차권 대매소로 지정
- 1974년 12월 5일 : 폐지[2]